# Zivilschutz in El Salvador
Der Zivilschutz in El Salvador wird durch die staatliche nationale Organisation Sistema Nacional de Protección Civil, Prevención y Mitigación de Desastres de El Salvador (deutsch: Katastrophenschutz, Prävention und Schadensbegrenzung von El Salvador) geregelt. Sie wurde am 31. August 2005 gegründet, um im Katastrophenfall Rettungsmaßnahmen landesweit zu koordinieren.

## Geschichte

Departamentos de Protección Civil

Zuvor war der Katastrophenschutz (spanisch: Protección Civil El Salvador) in den 14 Departamentos von El Salvador organisiert. Diese Regionen sind seit 2005 unter der Dachorganisation vereint.
Die Generaldirektion für Katastrophenschutz und Katastrophenvorbeugung in El Salvador ist auch ein Teil des zentralamerikanischen Netzwerkes von Regierungsbehörden zum Schutz vor Naturkatastrophen in Mittelamerika (Sistema de la Integración Centroamericana, kurz: SICA). Die Koordinationsstelle zur Vorbeugung vor Naturkatastrophen in Mittelamerika (CEPREDENAC) wird durch das Abkommen von 2005 reguliert. Mitgliedsstaaten sind El Salvador, Panama, Guatemala und Honduras seit 2005, und Costa Rica unterzeichnete 2007 die Vereinbarung Coordinación para la Prevención de los Desastres Naturales en América Central (CEPREDENAC).
Generaldirektor ist Jorge Antonio Meléndez.

## Notruf
Um einen Notfall zu melden, wurden folgende zentrale Telefonnummern eingerichtet:
2281-0888 und 2201-2424 direkte Rufnummer des Centro de Operaciones de Emergencia oder über 911 und 913 kostenfreie Notrufnummer für die Bevölkerung.
Eine besondere Stellung innerhalb des Zivilschutzes von El Salvador nimmt der Club de Radio Aficionados de El Salvador mit seinem Netzwerk zur Notfall-Kommunikation bei Katastrophenfällen in El Salvador ein. El Salvador ist anfällig für Naturkatastrophen, insbesondere Erdbeben, und die CRAS ist in den Fällen, in denen herkömmliche Kommunikation nicht mehr funktioniert, die Basis für die Koordination der Hilfeleistungen.
Mit eingebunden in den Zivilschutz ist die Organisation Cruz Roja Salvadoreña.

## Publikationen
Die Dirección General de Protección Civil veröffentlicht laufend durch Presseartikel, Radio, Fernsehen oder auch Onlinedienste die aktuelle Situation in El Salvador wie zum Beispiel:
- Unwetterwarnungen landesweit oder auch nur auf Regionen bezogen[3]
  - Regen (Starkregen mit Hochwassergefahr)
  - Küstenereignis (Sturmfluten)
  - Sturmwarnungen 24-Stunden-Vorhersage
- Erdbeben und Vulkanaktivitäten.